# Athlītikos Omilos Petosfairisīs Kīfisias 2017-2018
Questa voce raccoglie le informazioni riguardanti l'Athlītikos Omilos Petosfairisīs Kīfisias nella stagione 2017-2018.

## Organigramma societario
Area direttiva
- Presidente: Iōannīs Kontos

Area organizzativa
- Team manager: Chrīstos Dīmītroulakos

Area tecnica
- Primo allenatore: Kōnstantinos Arseniadīs
- Secondo allenatore Chrīstos Dīmītroulakos
- Scoutman: Chrīstos Dīmītroulakos

Area sanitaria
- Fisioterapista: Marinos Kosmas

## Rosa
| N° | Nome                      | Ruolo | Data di nascita   | Nazionalità sportiva |
| -- | ------------------------- | ----- | ----------------- | -------------------- |
| 1  | Dīmītrīs Nikolakīs        | P     | 28 gennaio 1980   | Grecia               |
| 2  | Giannīs Livathīnos        | P     | 19 aprile 1977    | Grecia               |
| 2  | Lykourgos Rousīs          | P     | 9 novembre 1988   | Grecia               |
| 3  | Mikołaj Sarnecki          | O     | 29 luglio 1987    | Polonia              |
| 3  | Alexandros Polychroniadīs | L     | 2 luglio 1988     | Grecia               |
| 4  | Giōrgos Kapelas           | L     | 26 settembre 1972 | Grecia               |
| 5  | Taylor Hunt               | S     | 29 dicembre 1988  | Canada               |
| 6  | Igor Soares               | S     | 26 agosto 1990    | Brasile              |
| 7  | Giōrgos Manikas           | O     | 3 ottobre 1996    | Grecia               |
| 8  | Giannīs Papadopoulos      | S     | 21 ottobre 1993   | Grecia               |
| 10 | Nikolaos Papaggelopoulos  | C     | 17 novembre 1988  | Grecia               |
| 11 | Stefanos Christodoulakīs  | L     | 9 dicembre 1988   | Grecia               |
| 12 | Michał Wójcik             | S     | 13 maggio 1995    | Polonia              |
| 13 | Nikos Gavrilī             | P     | 30 maggio 1998    | Grecia               |
| 14 | Dīmītrīs Soultanopoulos   | C     | 3 settembre 1981  | Grecia               |
| 15 | Shonari Hepburn           | C     | 19 maggio 1993    | Bahamas              |
| 17 | Alexandros Daniīl         | S     | 9 giugno 1999     | Grecia               |
| 18 | Nikītas Efraimidīs        | L     | 11 febbraio 1989  | Grecia               |
| 19 | Christos Oikonomopoulos   | S     | 19 febbraio 1999  | Grecia               |
| 20 | Nikos Melles              | C     | 20 gennaio 1995   | Grecia               |

## Statistiche

### Statistiche di squadra
| Competizione    | Punti | In casa | In casa | In casa | In trasferta | In trasferta | In trasferta | Totale | Totale | Totale |
| Competizione    | Punti | G       | V       | P       | G            | V            | P            | G      | V      | P      |
| --------------- | ----- | ------- | ------- | ------- | ------------ | ------------ | ------------ | ------ | ------ | ------ |
| Volley League   | 33    | 13      | 8       | 5       | 14           | 6            | 8            | 27     | 14     | 13     |
| Coppa di Grecia | -     | 0       | 0       | 0       | 1            | 0            | 1            | 1      | 0      | 1      |
| Coppa di Lega   | 0     | -       | -       | -       | -            | -            | -            | 2      | 0      | 2      |
| Totale          | -     | 13      | 8       | 5       | 15           | 6            | 9            | 30     | 14     | 16     |

G = partite giocate; V = partite vinte; P = partite perse

### Statistiche dei giocatori
| Giocatore          | Volley League | Volley League | Volley League | Volley League | Volley League | Coppa di Lega | Coppa di Lega | Coppa di Lega | Coppa di Lega | Coppa di Lega |
| Giocatore          | P             | PT            | AV            | MV            | BV            | P             | PT            | AV            | MV            | BV            |
| ------------------ | ------------- | ------------- | ------------- | ------------- | ------------- | ------------- | ------------- | ------------- | ------------- | ------------- |
| S. Christodoulakīs | 9             | 0             | 0             | 0             | 0             | 0             | 0             | 0             | 0             | 0             |
| A. Daniīl          | -             | -             | -             | -             | -             | -             | -             | -             | -             | -             |
| N. Efraimidīs      | 26            | 174           | 145           | 14            | 15            | 2             | 0             | 0             | 0             | 0             |
| N. Gavrilī         | 7             | 0             | 0             | 0             | 0             | 1             | 0             | 0             | 0             | 0             |
| S. Hepburn         | 27            | 235           | 145           | 71            | 19            | 2             | 18            | 15            | 3             | 0             |
| T. Hunt            | 27            | 645           | 588           | 25            | 32            | 2             | 23            | 22            | 1             | 0             |
| G. Kapelas         | 27            | 0             | 0             | 0             | 0             | 1             | 0             | 0             | 0             | 0             |
| G. Livathīnos      | 7             | 0             | 0             | 0             | 0             | 2             | 0             | 0             | 0             | 0             |
| G. Manikas         | 20            | 3             | 3             | 0             | 0             | 1             | 0             | 0             | 0             | 0             |
| N. Melles          | 16            | 12            | 7             | 5             | 0             | 2             | 0             | 0             | 0             | 0             |
| D. Nikolakīs       | 26            | 57            | 13            | 24            | 20            | -             | -             | -             | -             | -             |
| C. Oikonomopoulos  | 1             | 0             | 0             | 0             | 0             | 0             | 0             | 0             | 0             | 0             |
| G. Papadopoulos    | 27            | 11            | 4             | 0             | 7             | 2             | 0             | 0             | 0             | 0             |
| N. Papaggelopoulos | 14            | 92            | 61            | 16            | 15            | -             | -             | -             | -             | -             |
| A. Polychroniadīs  | 12            | 0             | 0             | 0             | 0             | -             | -             | -             | -             | -             |
| L. Rousīs          | 6             | 1             | 0             | 0             | 1             | -             | -             | -             | -             | -             |
| M. Sarnecki        | 2             | 5             | 3             | 2             | 0             | 2             | 27            | 25            | 1             | 1             |
| I. Soares          | 26            | 308           | 256           | 18            | 34            | 2             | 21            | 20            | 1             | 0             |
| D. Soultanopoulos  | 13            | 54            | 35            | 15            | 4             | 2             | 7             | 6             | 1             | 0             |
| M. Wójcik          | 13            | 94            | 81            | 9             | 4             | -             | -             | -             | -             | -             |

P = presenze; PT = punti totali; AV = attacchi vincenti; MV = muri vincenti; BV = battute vincenti

NB: Non sono disponibili i dati relativi alla Coppa di Grecia e di conseguenza quelli totali della stagione